# باتريك يان
باتريك يان (بالألمانية: Patrick Jahn)‏ (22 فبراير 1983 - ) هو لاعب كرة قدم ألماني في مركز الدفاع. لعب مع إنيرجي كوتبوس وهانزا روستوك وGreifswalder SV 04 ‏.

## وصلات خارجية
- باتريك يان على موقع قاعدة بيانات كرة القدم.إي يو (الإنجليزية)
- باتريك يان على موقع بيانات كرة القدم. دي إي (الألمانية)
- باتريك يان على موقع عالم كرة القدم.نت (الإنجليزية)